# アユタヤウィッタヤーライ学校
アユタヤウィッタヤーライ学校（アユタヤウィッタヤーライがっこう、Ayutthaya Wittayalai School）は、タイの公立学校。アユタヤ県のプラナコーンシーアユッタヤー郡にある。1905年に、ラーマ5世に建てられた。